# エッグスラット
エッグスラット（Eggslut）は、卵料理の一種。アメリカ西海岸のロサンゼルスで流行している。ガラス瓶の中にジャガイモのピュレと卵を入れて湯煎した料理。コドルド・エッグ（半熟卵）。

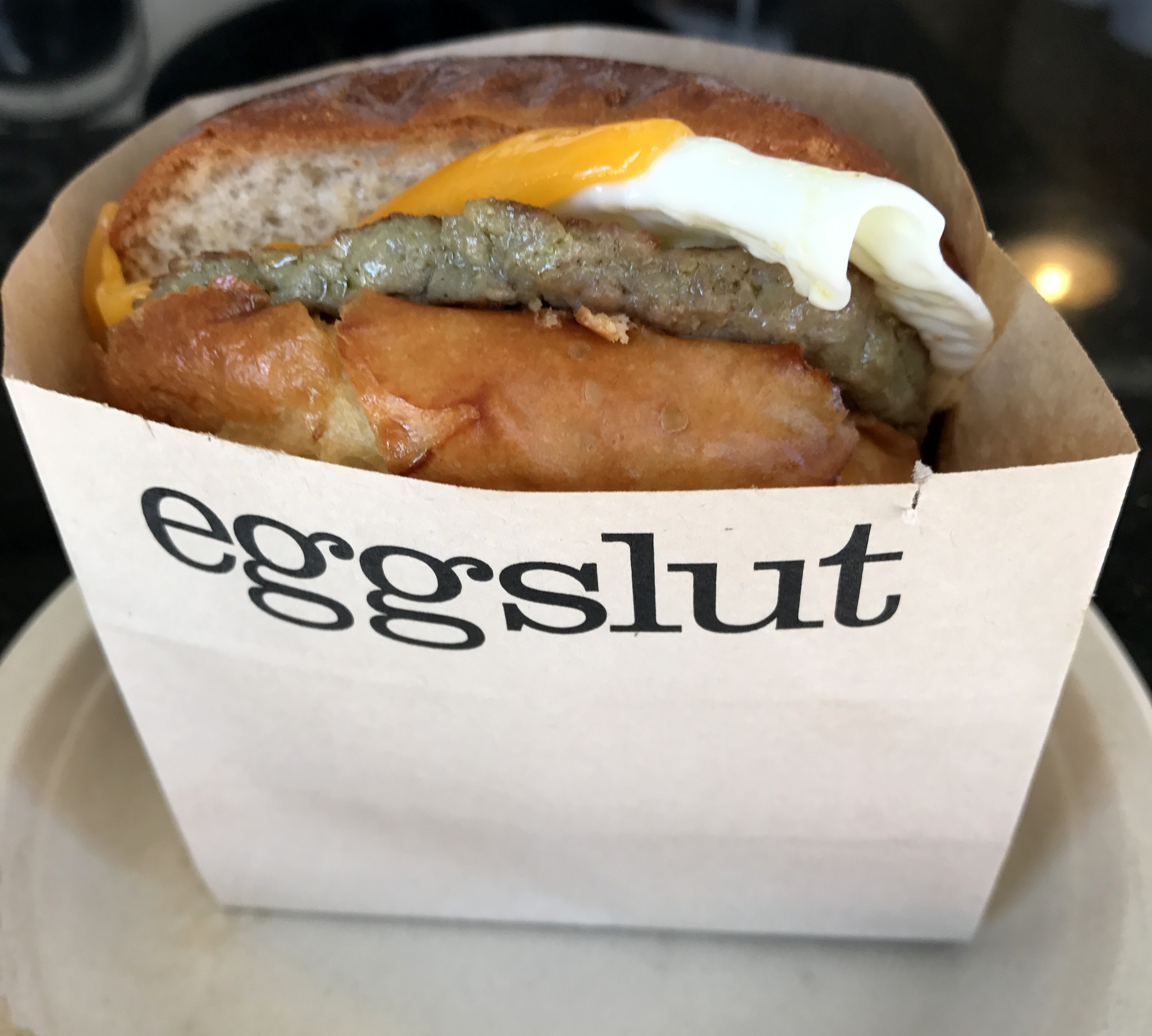
An Eggslut sausage, egg, and cheese sandwich

## 概要
ガラス瓶の中にハーブやスパイスなどで味付けをしたピュレ状のジャガイモを詰め、その上に生卵を乗せて湯煎した料理。卵が白くなり半熟になるまで湯せんし、小口切りにしたチャイブとグレイソルトを散らす。卵とポテトを瓶の中でかき混ぜ、「クロスティーニ」と呼ばれるトーストしたパン（風味付けしたトースト）にのせて食べる。

## 発祥
この料理の明確な発祥は定かではない。半熟に調理した卵と、茹でたりローストしたりしたジャガイモの組み合わせは、ヨーロッパでは古くから親しまれているものである。マッシュしたジャガイモで作ったココットに卵をいれ、オーブンで半熟になるように焼き上げる料理もある。またフランスでは、容器の中にジャガイモなどの具を入れ、卵を入れて湯煎するという料理は、一般にココット（ポシェ）と呼ばれる。
エッグスラット以外にも同様の料理を提供する店はある。アメリカに3店舗を構えるフランス料理店Bouchonでは、これにソテーしたホウレン草とマッシュルームを加えたものを提供していた（今現在はメニューにない）。またバルセロナのレストランLa Gabinotecaでは、なめらかなジャガイモのピュレの上に卵、トリュフ・オイルを加えて湯煎したものを、「El Potito（＝瓶などの保存容器の意）」の名称で提供している。どちらの店も、ガラス製の保存瓶で提供している。アメリカではこの料理はコドルド・エッグの一種であるとみなされており、実際このスタイルの卵料理の一般名称として、エッグスラットと呼ばれることはない。
しかしこの料理が2011年にロサンゼルスの小さなフードトラック「Eggslut」で販売されると、よく知られるようになった。